# Sárí

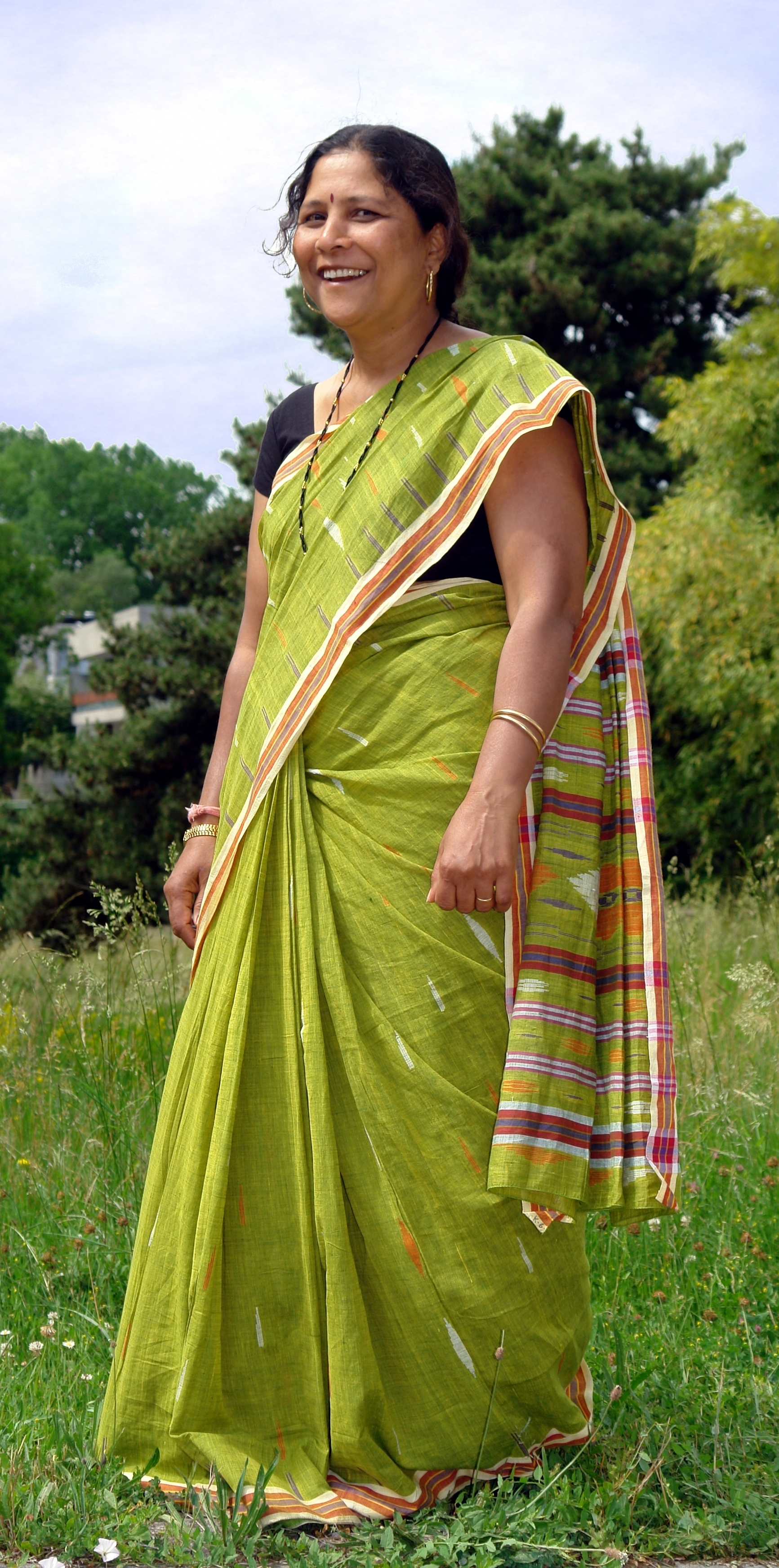
Žena oděna v sárí

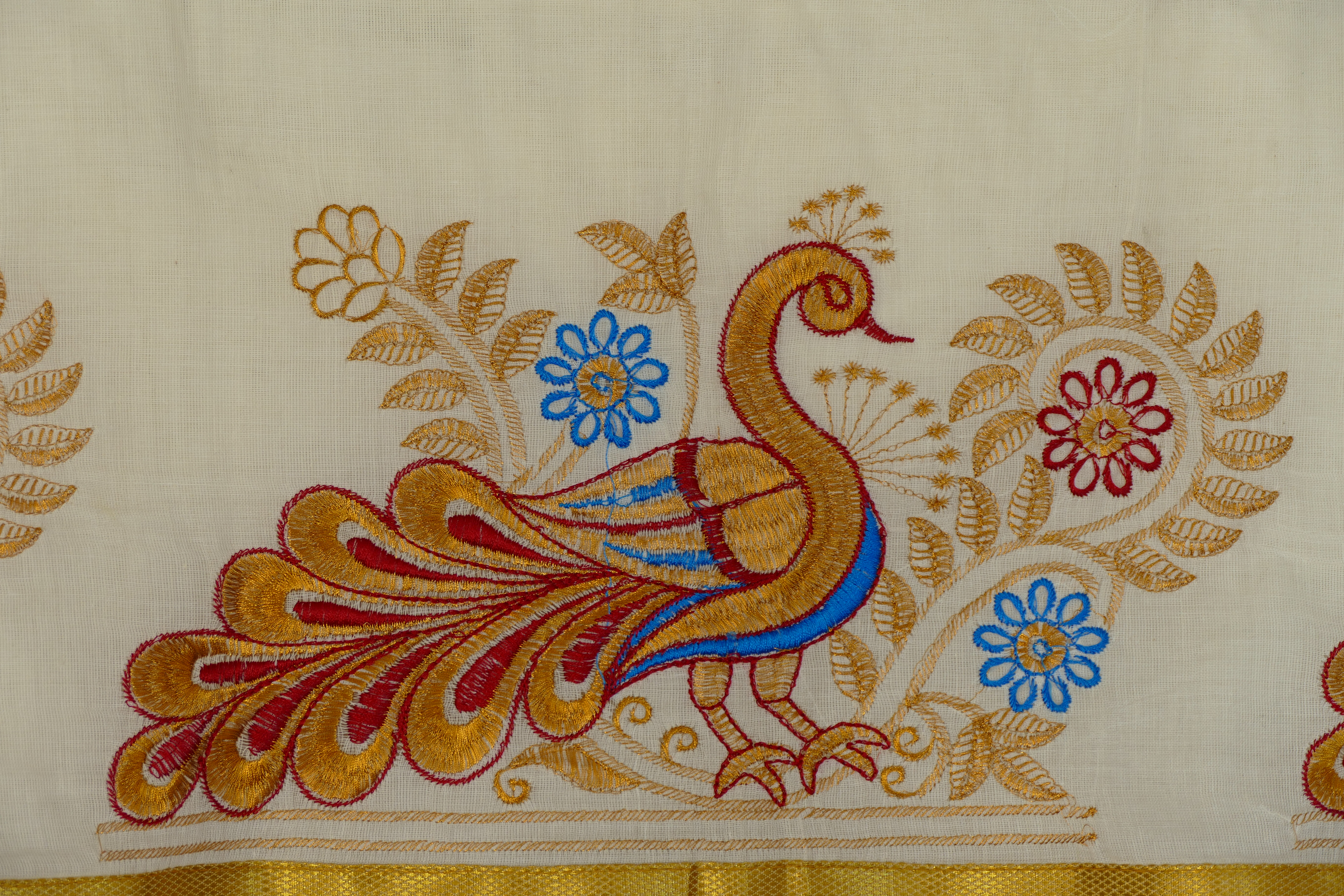
Detail výšivky na hedvábném sárí z Tamilnádu (2023)

Sárí (hindsky साड़ी [saṛī], anglicky sari nebo saree) je ženský oděv, sestávající z jediného pruhu látky, který se nosí na indickém subkontinentu. V Indii se nosí už od dob Harappské kultury, zmiňují se o něm Védy, eposy Rámájana i Mahábhárata nebo starotamilská poezie. V Mahábháratě se vypráví o tom, jak bůh Kršna zázračně prodloužil sárí princezny Draupadí v nekonečný pruh látky ve chvíli, kdy ji chtěli nepřátelští Kuruovci zhanobit veřejným vysvlečením. Sárí se tradičně vyrábí z bavlny či hedvábí, moderní sárí se vyrábí i ze lnu, viskózy, polyesteru nebo organzy. Samotné slovo pochází zřejmě ze sánskrtského výrazu sati, což znamená pruh látky.

## Popis
Sárí samo je pruh látky obvykle dlouhý kolem 4 až 7 metrů a široký přibližně 100 až 130 cm. Většina sárí má zdobené okraje, ať už vytkáváním, výšivkou či malbou a jeho koncová část, zvaná pallu, bývá zdobená odlišně od zbytku sárí – často to bývá jeho nejzdobnější část. Existují stovky způsobů vázání sárí, většina z nich se ale omezuje jen na určité komunity či kasty na daném místě.  Pod sárí se obvykle nosí dlouhá spodní sukně na šňůrku – spodnička, vyrobená z bavlněného plátna, nahoře top, kterému se říká blause. Často se šije z látky, která je přímo sladěná se sárí a bývá jeho součástí. Většinou si je Indky nechávají šít přímo na míru, i když zejména v Bengálsku jsou oblíbená čoli již hotová.

### Historie
Sárí se v Indii nosí už od nepaměti. Původně se vyráběly z bavlny anebo z hedvábí – nikoliv však z hedvábí bource morušového. Existují tři odrůdy původního indického hedvábí – mugha, kosha a eri. Hedvábí vyráběné ze zámotků bource morušového dorazilo až později a získalo si v Indii velkou oblibu. Novinkou bylo zavedení syntetických materiálů během britské okupace – Britové Indy nutili nakupovat britské zboží. To mělo dva následky – Indky si nemačkavé, levné materiály s moderními vzory oblíbily a na druhou stranu se indické domácnosti přiklonily k samovýrobě vlastních textilií na ručním kolovrátku – a tak vznikla nahrubo tkaná látka zvaná khadi, která je doteď symbolem indického boje za svobodu a s oblibou ji nosí indičtí vlastenci a vlastenkyně. Indický kolovrátek neboli čakra to dotáhl dokonce až na indickou vlajku. V současné době v severní Indii převládají syntetická sárí, které vyrábějí především továrny v Suratu. Na jihu či v Bengálskou jsou stále velice oblíbená bavlněná i hedvábná sárí a najdeme tam obrovské obchodní domy napěchované těmi nejkrásnějšími hedvábnými skvosty.

### Náboženství
I když jsou sárí většinou spojovaná s Hinduismem, nosí je i Buddhistky a džainistky a v jižní Indii i muslimky (pod hidžábem) a křesťanky. Jediný, kdo sárí opravdu nenosí, jsou sikhské ženy. Ty si z tradičního oblečení oblékají výhradně shalwaar kurta (volné kalhoty, dlouhou tuniku a závoj).

### Regionální zvyklosti

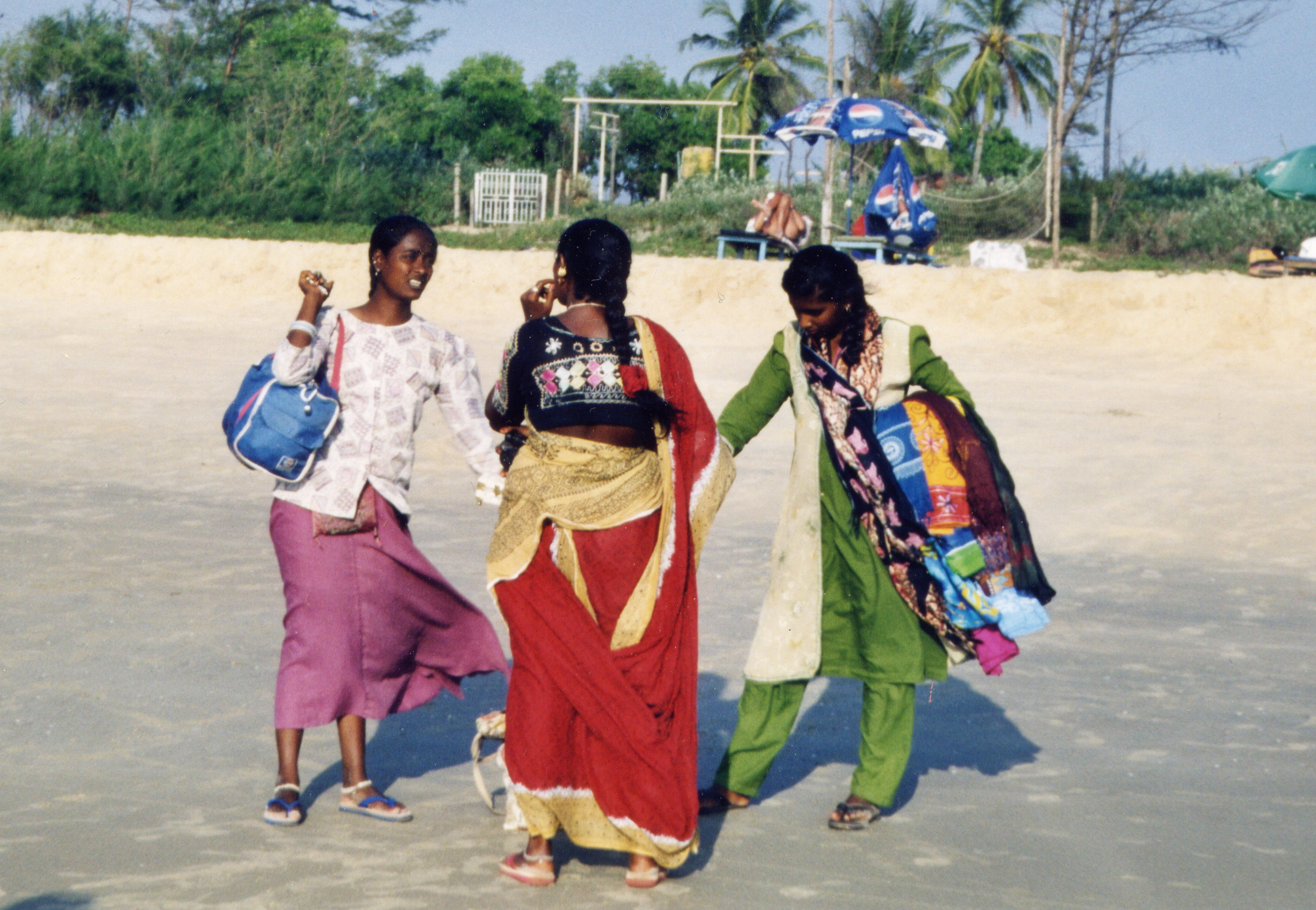
Prodavačky sárí na pláži v Goi

Existuje více regionálních zvyků, jak se sárí nosí (obtáčí kolem těla), mimo jiné:
- ve stylu nivi, původně ze státu Ándhrapradéš, je jeden konec zastrčen do spodní sukně a jednou obtočen kolem spodní části těla a zvlněn pod pasem
- v Gudžarátu visí konec sárí (přehozen přes obvykle pravé rameno) vpředu místo (obvykle) vzadu
- styl původem ze státu Maharaštra, kde střední část sárí je položena svisle na zádech, až oba volné konce se obtáčejí kolem těla
- dravidský styl se zvlněnou rosetou kolem pasu
- ve stylu gond ze střední Indie, kdy sárí je napřed zřaseno kolem levého ramene, až potom se aranžuje po těle
- sárí ze dvou částí, nošené ve státě Kerala

Existuje však mnoho dalších možností a typických zvyků, jak sárí nosit, a také mnoho způsobů dekorace, mimo Indii je sárí populární na Srí Lance, v Bangladéši, v Pákistánu. Sárí se v poslední době těší velké oblibě nejen v Indii. Za to mohou hlavně představitelky v Bollywoodských filmech, které se většinou prezentují v nákladných sárí. Mnohé z těchto kousků váží několik kilo a jsou vytvořeny speciálně pro danou scénu filmu. K nejznámějším herečkám patří Aishwarya Rai Bachan, hlavně díky spolupráci s Hollywoodskými studii.